# にくまれそうなNEWフェイス
「にくまれそうなNEWフェイス」（にくまれそうなニューフェイス）は、吉川晃司の5枚目のシングル。1985年4月23日にSMSレコードからリリースされた。

## 概要
吉川の第5弾シングル。″カネボウ夏のキャンペーンソング″ としてCMソングにも採用され、大ヒットした。本楽曲のヒットにより、ベースの演奏と編曲を手がけた後藤次利と親交を深める契機となった。その後も後藤は、吉川の楽曲製作やライブに参加するなど、2人の付き合いは現在も続いている。この曲以降、テレビに出演する際のビジュアルにも凝るようになり、長髪の付け毛や化粧をするようになる。
カップリングの「別の夢、別の夏」は、先に発売された3枚目のアルバム『INNOCENT SKY』（1985年）からシングルカットされた。
表題曲はオリジナルアルバムには未収録であり、吉川晃司のSMSレコード時代のシングル曲はすべて、ソロ活動休止前の1988年12月に8センチCDで再発売されているが、この8センチCDにはリミックスされているバージョンが収録されており、オリジナルバージョンとは異なる内容となっている。また、カップリングの「別の夢、別の夏」は、リミックスされた上で、間奏がレコード盤やアルバムCDに収録されているものより若干長くなっている。これら2曲は現在でもベスト盤などには一切収録されておらず、音源の入手は困難となっている。

## 紅白歌合戦
この楽曲でテレビ番組『第36回NHK紅白歌合戦』（1986年、NHK）に初出場したが、一説ではこの出演時にトラブルを起こしたために、十数年間NHKからは締め出されてしまったとされているが、これは都市伝説で誤りという話もある（詳細は「NHK紅白歌合戦でのハプニング」を参照のこと）。

## 主な記録
前作に続き、2作連続で初登場1位を獲得。

## リリース履歴
| No. | 日付           | レーベル    | 規格      | 規格品番 | 最高順位 | 備考                                       |
| --- | -------------- | ----------- | --------- | -------- | -------- | ------------------------------------------ |
| 1   | 1985年4月23日  | SMSレコード | EP        | SM07-250 | 1位      | 初回プレス版のみオリジナルポストカード付属 |
| 2   | 1988年12月16日 | SMSレコード | 8センチCD | MD10-5   | -        | 2曲ともアナログ盤と別音源                  |

## 収録曲
| 全作詞: 安藤秀樹、全編曲: 後藤次利。 |                               |          |        |      |
| #                                    | タイトル                      | 作詞     | 作曲   | 時間 |
| 1.                                   | 「にくまれそうなNEWフェイス」 | 安藤秀樹 | NOBODY | 3:56 |
| 2.                                   | 「別の夢、別の夏」            | 安藤秀樹 | 佐藤健 | 4:30 |

## 収録アルバム
- にくまれそうなNEWフェイス
  - beat goes on（1988年）
  - PASSAGE:K2 SINGLE COLLECTION 1984-1996（1998年）
  - Thank You（2004年）（リメイクバージョンで収録）
  - BEST BEST BEST 1984-1988（2005年）

- 別の夢、別の夏
  - INNOCENT SKY（1985年）

## カバー作品
- 吉川晃司 - アルバム『Thank You』（2004年）